# Pierre Kervennic
Pierre Jean Marie Kervennic, né le 10 juin 1922 à Saint-Pierre-Quilbignon et mort à Saint-Brieuc le 21 décembre 1991, est un ecclésiastique breton qui est évêque de Saint-Brieuc de 1976 à sa mort en 1991,.

## Biographie
Il naît à Saint-Pierre-Quilbignon (aujourd'hui absorbé dans la commune de Brest) de parents cultivateurs. Ayant discerné tôt sa vocation, il poursuit ses études au grand séminaire de Quimper, puis à la faculté catholique d'Angers de 1941 à 1946 où il est licencié de théologie. Il est ordonné prêtre le 29 juin 1945 et il est nommé vicaire à Saint-Pol-de-Léon. En 1948, âgé seulement de vingt-six ans, il est directeur-professeur de philosophie au grand séminaire de Quimper. En 1954, il est nommé aumônier diocésain de la JACF (Jeunesse agricole catholique des femmes) et en 1957 il en est l'aumônier national adjoint, avant trois ans plus tard de servir comme aumônier national de ce mouvement. En juin 1963, l'abbé Kervennic est nommé vicaire général du diocèse auprès de André Fauvel, archidiacre et chanoine honoraire. En 1964, il est nommé archidiacre de Léon et Tréguier et en 1966 archidiacre de Brest. Il assume aussi les fonctions de délégué diocésain à la mission ouvrière et de délégué à l'enseignement public. Le chanoine Kervennic est curé de Landivisiau depuis un an, lorsqu'il est nommé par Paul VI évêque de Saint-Brieuc, le 2 octobre 1976,, succédant à François Kervéadou. Il est consacré le 28 novembre 1976 par Francis Barbu, évêque de Quimper,.
Il meurt d'une crise cardiaque à Saint-Brieuc le 21 décembre 1991 après quinze années d'épiscopat. Lucien Fruchaud lui succède.